# معركة تيليتي
وقعت معركة تيليتي بين مملكة كارتلي والجيش الصفوي. منذ عام 1518، أصبحت جورجيا الشرقية وسامتسخه-ساتاباجو تابعتين للدولة الصفوية، وبدأ الملوك الجورجيون بالتمرد من أجل التحرر من التبعية. وفي عام 1522، قرر الشاه إسماعيل الأول القيام بحملة ضد مملكة كارتلي لإخضاع التابع المتمرد. عرض ديفيد العاشر الهدنة على الشاه، ولكن الشاه رفض ذلك وطلب من الملك ديفيد أن يأتي إليه ويعتنق الإسلام. لم يوافق الملك ديفيد على هذا الشرط وبدأ يستعد للدفاع. استقبل الملك فرق الإنقاذ من كاخيتي وسامتسخه، واستأجر المحاربين من الجبال وشمال القوقاز، وعزز القلاع والأبراج، وخاصة قلعة تبليسي.

## المعركة
وقعت المعركة بالقرب من تيليتي (بلدية غارداباني حاليًا).
في المواجهة الأولى، تمكن الجورجيون من صد العدو، لكن قيادة العدو حولت الجيش وهاجمت الجيش الجورجي مرة أخرى.
هاجم الأمير لورساب العدو بقوة، وقطع جناحًا واحدًا وطارد قوات القزلباش الهاربة. وقد تعرضت المفرزة التي اختارها الشاه لكمين.
عندما مر الجورجيون، الذين طاردهم العدو، بهذا المكان، ضربهم القزلباش في الظهر. هُزم الجورجيون.
عاد الملك إلى شيدا كارتلي وبدأ بالاستعداد لمعركة جديدة. تمكن جيش الشاه، من خلال خيانة عمدة المدينة، من الاستيلاء على تبليسي ونهبها ونهب الكنائس وأحرقها ووضع حاميته في سجن تبليسي.

### الصحة التاريخية
لدى التأريخ الجورجي آراء مختلفة حول معركة تيليتي. على سبيل المثال، اعتبر الأكاديمي نيكولوز بيردزينشفيلي أن معركة تيليتي كانت حقيقة واقعة.
وبحسب بعض الباحثين (د. كاتسيتادزه، ر. كيكنادزه)، فإن الشاه إسماعيل الأول لم يكن موجوداً في جورجيا. كان فاخوشتي يؤمن بحقيقة معركة تيليتي.
وفقًا لكتاب "تاريخ كارتلي" ، فإن هذه الحملة التي قادها الشاه إسماعيل الأول جرت في عهد لورساب الأول.